# استوگون
استوگون (به سوئدی: Stugun) یک منطقهٔ مسکونی در سوئد است که در بخش راگوندا واقع شده‌است. استوگون ۱٫۲۴ کیلومتر مربع مساحت و ۶۵۹ نفر جمعیت دارد.